# 森本貴幸
森本 貴幸（もりもと たかゆき、1988年5月7日 - ）は、神奈川県川崎市宮前区出身の元プロサッカー選手。ポジションはFW（フォワード）。元日本代表｡

## 経歴

### 東京ヴェルディ
2004年、ヴェルディジュニアユースに所属していた際に、オズワルド・アルディレス監督（当時）によってトップチームへの帯同が許可される。中学卒業直前の3月13日、Jリーグ公式戦のジュビロ磐田戦（アウェイ）に後半6分から出場。当時Jリーグ史上最年少の15歳10ヶ月6日で公式戦出場を果たした。デビューから第7節までの出場6試合（先発4試合）とリーグカップ出場1試合(先発)はいずれも無得点だったが、5月5日の第8節のジェフ市原戦（味の素スタジアム）で途中出場から決勝点を決め、15歳11カ月28日というJ1史上最年少得点の記録保持者となった。その後、シーズン終了までに計4得点を挙げ、同年のJリーグ最優秀新人賞を獲得。これも史上最年少（16歳）での受賞となった。
翌年の2005年3月19日には、Jリーグヤマザキナビスコカップ予選·川崎戦（味の素）でナビスコカップの史上最年少ゴール（16歳10ヵ月12日）も記録した。しかし、この年チームの成績は低迷しJ2降格を経験した。

### カルチョ・カターニア
2006年7月23日、イタリア・セリエAに昇格したカターニアへの1年間のレンタル移籍が決定。移籍後しばらくの間はユースチームでプレーしていたが、そこでゴールを量産したことが認められ、12月3日のアスコリ戦で初のベンチ入りを果たした。
2007年1月29日（日本時間）、アタランタ戦の後半39分から初出場し、後半43分に初ゴールを決めた（出場・ゴールともにセリエA日本人最年少記録）。3月6日の練習中、左膝前十字靭帯断裂の大けがを負い、シーズン残りを棒に振った。6月17日、代理人のジョヴァンニ・ブランキーニがカターニアへの完全移籍が完了したことを明らかにした。
2007年8月26日、2007-08シーズン開幕戦となるパルマ戦で自身初スタメンとなり1ゴール、1アシストを記録、怪我からの復活を果たした。コッパ・イタリア準々決勝ウディネーゼ戦の第2レグでは、残り9分で投入されるや決勝ゴールを挙げ、クラブ史上初の準決勝進出に貢献。そして残留がかかった最終節のローマ戦でも、途中出場から数々のシュートチャンスを創出したのちホルヘ・マルティネスの同点ゴールを導き出し、チームをセリエAに残留させた。シーズン後の2008年8月には北京オリンピックサッカー日本代表メンバーに選出。2試合に出場したが活躍をみせられず、チームも3戦全敗でグループリーグで敗退した。
2008年12月、カターニアが森本との契約を2011年6月末まで延長したことを発表。2008年最終戦となる12月24日のホームでのローマ戦では初のドッピエッタ（1試合2得点）を達成。マンオブザマッチに選ばれ、その節のベストイレブンにも選出された。2009年最初の試合となったアウェーでのナポリ戦では、前節での活躍から初めてキャプテンを任されたが、試合には1-0で敗れた。2月8日、ホームでのユヴェントス戦で1得点を挙げた。日本人選手でユベントスからの得点は、元日本代表の中田英寿以来。3月1日、アウェイでのパレルモ戦(シチリアダービー)では前半だけで1ゴール、1アシストの大活躍を見せた。冬以降当時の指揮官であるワルテル・ゼンガ監督から絶大な信頼を勝ち取り、このシーズンは公式戦通算24試合出場で9ゴールを記録し、飛躍の年となった。
2009-10シーズン開幕戦の2009年8月24日のサンプドリア戦では自身2度目となる開幕戦ゴールを記録。カターニアでの活躍が認められ9月のオランダ遠征でA代表に初選出されたが、左太腿の違和感のため辞退した。翌月には再び日本代表に選出され、10月10日のキリンチャレンジカップ・スコットランド戦で代表デビューを果たした。続く10月14日のトーゴ戦では代表初スタメンとなり、相手DFを背負いながら反転してシュートを決めて代表初得点も記録した。しかし、その後はチャンスこそ作るものの決定機でシュートをGKに当ててしまうなどスランプに陥り、クラブで4ヶ月得点が奪えず冬に加入したアルゼンチン人FWマクシミリアーノ・ロペスにスタメンを奪われ出場機会が減った。2010年6月に南アフリカで行われた2010 FIFAワールドカップの日本代表メンバーに選出されたが本大会での出場機会はなかった。
2010-11シーズンはマルコ・ジャンパオロ監督の元シーズンをスタート。しかし出場機会に恵まれず、ほとんどが途中出場となり12試合1得点と低調な成績に終わった。2011年1月からは闘将ディエゴ・シメオネの元で指導を受けた。しかしシーズン終盤には移籍を希望した。

### ノヴァーラ・カルチョ
2011年7月11日、出場機会を求め、この年55年ぶりにセリエAに昇格したノヴァーラ・カルチョへ移籍した（契約はカターニアとの共同保有）。9月17日、第3節カリアリ戦で移籍後初得点を決めた。9月20日、長友佑都との日本人対決が実現した第4節インテル戦では、PKを獲得するなど2得点に絡む活躍でチームのリーグ戦初勝利に大きく貢献した。しかし、チームは低迷し続け、森本自身の調子も下降気味になっていく。さらに、11月に右膝半月板損傷により約3週間の離脱が発表された。2012年1月、キエーヴォへの期限付き移籍が報道されたが、メディカルチェックでパスできず、移籍は破談になった。その後、中々出場機会に恵まれずチームも2部に降格した。
2012年6月22日、ノヴァーラの公式サイトで2年ぶりとなるカターニア復帰が発表された。しかし、カターニア復帰後も度重なる怪我に泣かされ出場機会に恵まれなかった。

### アル・ナスルSC
2013年1月12日、かつてカターニアの監督を務めたワルテル・ゼンガが率いるUAEリーグ・アル・ナスルSCへの期限付き移籍が発表された。日本人では初の中東のクラブへの移籍となった。2012-13シーズンは、13試合で6得点を挙げ、AFCチャンピオンズリーグ2013では3得点を決めた。また国内のリーグカップ戦でも3試合で1得点を決め半年間の全公式戦通算で22試合10得点の記録を残した。

### ジェフユナイテッド市原・千葉
2013年8月、ジェフユナイテッド市原・千葉に完全移籍で加入。Jリーグへの復帰は7年ぶりとなった。2014年後半戦には前年J2得点王のケンペスから定位置を奪い、第29節から13試合で8得点を挙げる活躍をみせ公式戦通算36試合12得点を記録した。翌2015年にはエースとしての活躍が期待されたが、不振に陥り出場数も減らし、わずか5得点にとどまった。

### 川崎フロンターレ
2015年12月24日、川崎フロンターレに完全移籍することが発表された。2016年3月5日の湘南ベルマーレ戦でJ1リーグ11年ぶりの得点を決めた。2017年9月20日、天皇杯4回戦の清水エスパルス戦ではプロ入り初のハットトリックを決めて勝利に貢献した。出場試合数は少なかったがここぞという時に決める後半ロスタイムの同点ゴールの数々は強い印象を残した。2017年には公式戦通算15試合7得点という成績を残し川崎フロンターレのリーグ戦初優勝のメンバーとなりチームを退団した。

### アビスパ福岡
2018年よりアビスパ福岡に完全移籍で加入。6月10日、第18節のロアッソ熊本戦では30代初得点を決めて首位浮上に貢献した。
2020年9月29日、当時32歳の森本は「僕自身あとどれくらい現役でいられるかを意識する年齢に差し掛かり、ここでもう一度、これまでとは違う環境での挑戦をしてみたい」という海外への再挑戦の思いをクラブに伝え双方合意の上で福岡との契約を解除して退団。

### AEPコザニ
2020年10月13日、ギリシャ3部リーグ所属のAEPコザニへの移籍が発表された。
2021年1月29日、新型コロナウイルスの影響で3部リーグが開催されないため退団。

### スポルティボ・ルケーニョ
2021年2月2日、パラグアイ1部リーグ所属のスポルティボ・ルケーニョに加入することがクラブ公式サイトで発表された。その後、飲酒運転で事故をするというトラブルがあったが4月17日の第12節ナシオナル戦でパラグアイデビューを果たした。
2021年6月9日、トレーニング中に膝を負傷し日本で手術を希望したためルケーニョとの契約解除を発表。その後帰国し手術をして未所属の状態のまま長いリハビリ生活を始めた。

### 台中Futuro
2022年5月27日、台湾社会人甲級サッカーリーグ所属の台中Futuroに加入することが発表された。登録期間を過ぎた後での加入の為、第3クールの6試合のみに出場した。チームは2位となり、2023年のAFCカップのプレーオフ出場権を手に入れた。この年に自身初となる指導者として、U-18台中Futuroの監督を務めた。2023年5月17日の台湾石虎足球隊との試合で台湾初ゴールを記録した。

### SSDアクラガス2018
2023年8月18日、イタリア・セリエDのSSDアクラガス2018が森本の加入を発表。10年ぶりのイタリア帰還となる。2024年1月12日、SSDアクラガス2018のストラーノGMがリーグに登録する為に必要な書類が揃わなかった為、チームからの退団を発表。SSDアクラガス2018のユニホームに袖を通す姿は見られなかった。

### 引退
2024年10月4日のXAGiTubeの動画内で、「35歳、プロ生活20年で引退しようと決めていた」ことと、「アクラガス移籍したタイミングでもうこれで最後にしようと決めていた」ことを明かし、現役を引退していたことを公表した。現在は横浜のS-tadioRiazでコーチをやっているという。

## エピソード
- カターニアへの完全移籍が完了した後1年は通訳をつけていたがインタビューで簡単な言葉で受け答えできる程度はイタリア語を習得している。以降普通に話せる程上達しているが、2010年より日本代表監督に就いたアルベルト・ザッケローニによると、森本の発音は「カターニア地方の訛りがひどい」とのこと[31]。
- ブラジル代表のアレシャンドレ・パトはコッリエーレ・デッロ・スポルト紙のインタビューで2008-2009シーズンで最も印象的であった同年代の選手として、森本の名を挙げた[32]。
- 2010 FIFAワールドカップ開催国の南アフリカから帰国した2010年7月1日、関西国際空港にて日本代表選手団の記者会見中、岡田武史監督が今野泰幸に対して何か言うように指示、今野がこの会見に1人不在だった田中マルクス闘莉王の物真似を披露すると、会見場は爆笑の嵐が巻き起こる。その後も岡田監督は「誰かいるか、ほかに?」と他選手らを見回しながら、「今度は森本が南アフリカの歌を歌うらしいです」とコメント。岡田監督の突然の指示に、森本は困惑しながらもアフリカの民族音楽を意識した「アア～～ア～アーー!!」と大声で奇妙な歌声を披露し一礼すると、再度岡田監督やチームメートらの大爆笑の渦に包まれた[33]。
- 2013年11月、当時所属していた千葉のスポンサーであるNEWDAYS蘇我店で一日店長を務める予定となっていたが、森本が急きょ欠席したためイベントは中止となった。後日森本は「練習試合で疲れて寝てしまっていた」と謝罪するとともに、「ニューデイズで一日店長をやるという事前確認はなかった」とし、「俺が1番悪いですが俺だけのせいになるのは腹が立ちます」と述べている[34]。
- イチローを尊敬しており、カターニア時代の背番号15はイチローの51に因んだものであった[35]。

## 所属クラブ
ユース経歴
- 1995年 - 1997年 津田山FC
- 1998年 - 2000年 読売SCジュニア
- 2001年 - 2003年 ヴェルディジュニアユース
- 2004年 - 2004年5月 ヴェルディユース

プロ経歴
- 2004年5月 - 2007年7月  東京ヴェルディ1969
  - 2006年8月 - 2007年7月  カルチョ・カターニア（期限付き移籍）
- 2007年8月 - 2011年  カルチョ・カターニア
- 2011年 - 2012年  ノヴァーラ・カルチョ
- 2012年 - 2013年8月  カルチョ・カターニア
  - 2013年1月 - 同年8月  アル・ナスルSC (期限付き移籍)
- 2013年8月 - 2015年  ジェフユナイテッド市原・千葉
- 2016年 - 2017年  川崎フロンターレ
- 2018年 - 2020年9月  アビスパ福岡
- 2020年10月 - 2021年1月  AEPコザニ（英語版）
- 2021年2月 - 2021年6月  スポルティボ・ルケーニョ
- 2022年5月 - 2023年5月  台中Futuro
- 2023年8月　- 2024年1月  SSDアクラガス2018（イタリア語版）

## 個人成績
| 国内大会個人成績 | 国内大会個人成績         | 国内大会個人成績 | 国内大会個人成績 | 国内大会個人成績                       | 国内大会個人成績                        | 国内大会個人成績 | 国内大会個人成績 | 国内大会個人成績 | 国内大会個人成績 | 国内大会個人成績 | 国内大会個人成績 |
| 年度             | クラブ                   | 背番号           | リーグ           | リーグ戦                               | リーグ戦                                | リーグ杯         | リーグ杯         | オープン杯       | オープン杯       | 期間通算         | 期間通算         |
| 年度             | クラブ                   | 背番号           | リーグ           | 出場                                   | 得点                                    | 出場             | 得点             | 出場             | 得点             | 出場             | 得点             |
| 日本             | 日本                     | 日本             | 日本             | リーグ戦                               | リーグ戦                                | リーグ杯         | リーグ杯         | 天皇杯           | 天皇杯           | 期間通算         | 期間通算         |
| ---------------- | ------------------------ | ---------------- | ---------------- | -------------------------------------- | --------------------------------------- | ---------------- | ---------------- | ---------------- | ---------------- | ---------------- | ---------------- |
| 2004             | 東京V                    | 25               | J1               | 22                                     | 4                                       | 2                | 0                | 0                | 0                | 24               | 4                |
| 2005             | 東京V                    | 17               | J1               | 18                                     | 1                                       | 2                | 2                | 1                | 0                | 21               | 3                |
| 2006             | 東京V                    | 17               | J2               | 6                                      | 0                                       | -                | -                | -                | -                | 6                | 0                |
| イタリア         | イタリア                 | イタリア         | イタリア         | リーグ戦                               | リーグ戦                                | イタリア杯       | イタリア杯       | オープン杯       | オープン杯       | 期間通算         | 期間通算         |
| 2006-07          | カターニア               | 15               | セリエA          | 5                                      | 1                                       | 0                | 0                | -                | -                | 5                | 1                |
| 2007-08          | カターニア               | 15               | セリエA          | 14                                     | 1                                       | 3                | 1                | -                | -                | 17               | 2                |
| 2008-09          | カターニア               | 15               | セリエA          | 23                                     | 7                                       | 1                | 2                | -                | -                | 24               | 9                |
| 2009-10          | カターニア               | 15               | セリエA          | 27                                     | 5                                       | 4                | 1                | -                | -                | 31               | 6                |
| 2010-11          | カターニア               | 15               | セリエA          | 12                                     | 1                                       | 1                | 1                | -                | -                | 13               | 2                |
| 2011-12          | ノヴァーラ               | 11               | セリエA          | 18                                     | 4                                       | 1                | 0                | -                | -                | 19               | 4                |
| 2012-13          | カターニア               | 15               | セリエA          | 5                                      | 0                                       | 3                | 0                | -                | -                | 8                | 0                |
| UAE              | UAE                      | UAE              | UAE              | リーグ戦                               | リーグ戦                                | リーグ杯         | リーグ杯         | オープン杯       | オープン杯       | 期間通算         | 期間通算         |
| 2012-13          | アル・ナスル             | 9                | UAEリーグ        | 13                                     | 6                                       | 3                | 1                | -                | -                | 16               | 7                |
| 日本             | 日本                     | 日本             | 日本             | リーグ戦                               | リーグ戦                                | リーグ杯         | リーグ杯         | 天皇杯           | 天皇杯           | 期間通算         | 期間通算         |
| 2013             | 千葉                     | 30               | J2               | 12                                     | 2                                       | -                | -                | 2                | 0                | 14               | 2                |
| 2014             | 千葉                     | 11               | J2               | 34                                     | 10                                      | -                | -                | 2                | 2                | 36               | 12               |
| 2015             | 千葉                     | 9                | J2               | 27                                     | 5                                       | -                | -                | 3                | 0                | 30               | 5                |
| 2016             | 川崎                     | 9                | J1               | 11                                     | 2                                       | 2                | 0                | 4                | 2                | 17               | 4                |
| 2017             | 川崎                     | 9                | J1               | 11                                     | 3                                       | 1                | 0                | 3                | 4                | 15               | 7                |
| 2018             | 福岡                     | 15               | J2               | 27                                     | 6                                       | -                | -                | 2                | 0                | 29               | 6                |
| 2019             | 福岡                     | 15               | J2               | 23                                     | 1                                       | -                | -                | 2                | 0                | 25               | 1                |
| 2020             | 福岡                     | 15               | J2               | 3                                      | 0                                       | -                | -                | 0                | 0                | 3                | 0                |
| ギリシャ         | ギリシャ                 | ギリシャ         | ギリシャ         | リーグ戦                               | リーグ戦                                | リーグ杯         | リーグ杯         | エラーダス杯     | エラーダス杯     | 期間通算         | 期間通算         |
| 2020-21          | AEPコザニ                |                  | 3部              | -                                      | -                                       | -                | -                | -                | -                | 0                | 0                |
| パラグアイ       | パラグアイ               | パラグアイ       | パラグアイ       | リーグ戦                               | リーグ戦                                | リーグ杯         | リーグ杯         | オープン杯       | オープン杯       | 期間通算         | 期間通算         |
| 2021             | スポルティボ・ルケーニョ | 11               | プリメーラ       | 1                                      | 0                                       | -                | -                | -                | -                | 1                | 0                |
| 台湾             | 台湾                     | 台湾             | 台湾             | リーグ戦                               | リーグ戦                                | リーグ杯         | リーグ杯         | オープン杯       | オープン杯       | 期間通算         | 期間通算         |
| 2022             | 台中Futuro               | 15               | 台湾甲級         | 6                                      | 0                                       | -                | -                | -                | -                | 6                | 0                |
| 2023             | 台中Futuro               | 35               | 台湾甲級         | 9                                      | 1                                       | -                | -                | -                | -                | 9                | 1                |
| イタリア         | イタリア                 | イタリア         | イタリア         | リーグ戦                               | リーグ戦                                | イタリア杯       | イタリア杯       | オープン杯       | オープン杯       | 期間通算         | 期間通算         |
| 2023-24          | アクラガス               | 17               | セリエD          |                                        |                                         |                  |                  | -                | -                |                  |                  |
| 通算             | 日本                     | 日本             | J1               | 62                                     | 10                                      | 7                | 2                | 8                | 6                | 77               | 18               |
| 通算             | 日本                     | 日本             | J2               | 132                                    | 24                                      | -                | -                | 11               | 2                | 143              | 26               |
| 通算             | イタリア                 | イタリア         | セリエA          | 104                                    | 19                                      | 13               | 5                | -                | -                | 117              | 24               |
| 通算             | イタリア                 | イタリア         | セリエD          | \|\|\|\|\|\|\|\|colspan="2"\|-\|\|\|\| |                                         |                  |                  |                  |                  |                  |                  |
| 通算             | UAE                      | UAE              | 1部              | 13                                     | 6                                       | 3                | 1                | -                | -                | 16               | 7                |
| 通算             | ギリシャ                 | ギリシャ         | 3部              | -                                      | -                                       | -                | -                | -                | -                | 0                | 0                |
| 通算             | パラグアイ               | パラグアイ       | プリメーラ       | 1                                      | 0                                       | -                | -                | -                | -                | 1                | 0                |
| 通算             | 台湾                     | 台湾             | 甲級             | 15                                     | 1                                       | -                | -                | -                | -                | 15               | 1                |
| 総通算           | 総通算                   | 総通算           | 総通算           | 327                                    | 60\|\|\|23\|\|8\|\|19\|\|8\|\|369\|\|76 |                  |                  |                  |                  |                  |                  |

その他公式戦
- 2013年 
  - J1昇格プレーオフ 1試合0得点
- 2014年 
  - J1昇格プレーオフ 1試合0得点

| 国際大会個人成績 | 国際大会個人成績 | 国際大会個人成績 | 国際大会個人成績 | 国際大会個人成績 |
| 年度             | クラブ           | 背番号           | 出場             | 得点             |
| AFC              | AFC              | AFC              | ACL              | ACL              |
| ---------------- | ---------------- | ---------------- | ---------------- | ---------------- |
| 2013             | アル・ナスル     | 9                | 6                | 3                |
| 2017             | 川崎             | 9                | 7                | 0                |
| 通算             | AFC              | AFC              | 13               | 3                |

## タイトル

### クラブ
川崎フロンターレ
- J1リーグ：1回（2017年）

### 個人
- マンチェスター・ユナイテッド・プレミアカップ・ワールドファイナル 2003 MVP（2003年）
- Jリーグ新人王（2004年）
- J2リーグ月間MVP：1回（2014年10月）

### 記録
J1リーグ最年少出場
- 15歳10ヶ月6日 - 2004年3月13日 ジュビロ磐田戦（ヤマハスタジアム）

## 日本代表歴
- 初出場 - 2009年10月10日 スコットランド戦（キリンチャレンジカップ）[2]
- 初得点 - 2009年10月14日 トーゴ戦（キリンチャレンジカップ）[2]

### 出場大会
- U-19日本代表
  - 2004年 - AFCユース選手権・マレーシア大会（3位）
- U-20日本代表
  - 2005年 - 2005 FIFAワールドユース選手権（ベスト16）
- U-23日本代表
  - 2008年 - 北京オリンピック・サッカー（グループリーグ敗退）
- 日本代表
  - 2010年 - 2010 FIFAワールドカップ 南アフリカ大会 登録メンバー

### 試合数
- 国際Aマッチ 10試合 3得点（2009年 - 2012年）[2]

| 日本代表 | 国際Aマッチ | 国際Aマッチ |
| 年       | 出場        | 得点        |
| -------- | ----------- | ----------- |
| 2009     | 2           | 1           |
| 2010     | 7           | 2           |
| 2011     | 0           | 0           |
| 2012     | 1           | 0           |
| 通算     | 10          | 3           |

### 出場
| No. | 開催日         | 開催都市 | スタジアム                 | 対戦国           | 結果 | 監督         | 大会                       |
| --- | -------------- | -------- | -------------------------- | ---------------- | ---- | ------------ | -------------------------- |
| 1.  | 2009年10月10日 | 横浜     | 日産スタジアム             | スコットランド   | ○2-0 | 岡田武史     | キリンチャレンジカップ2009 |
| 2.  | 2009年10月14日 | 宮城     | 宮城スタジアム             | トーゴ           | ○5-0 | 岡田武史     | キリンチャレンジカップ2009 |
| 3.  | 2010年3月3日   | 豊田     | 豊田スタジアム             | バーレーン       | ○2-0 | 岡田武史     | 東アジアサッカー選手権2010 |
| 4.  | 2010年5月24日  | さいたま | 埼玉スタジアム2002         | 韓国             | ●0-2 | 岡田武史     | キリンチャレンジカップ2010 |
| 5.  | 2010年5月30日  | グラーツ | UPC-Arena                  | イングランド     | ●1-2 | 岡田武史     | 国際親善試合               |
| 6.  | 2010年6月4日   | スイス   | スタッド・ド・トゥルビオン | コートジボワール | ●0-2 | 岡田武史     | 国際親善試合               |
| 7.  | 2010年9月4日   | 横浜     | 日産スタジアム             | パラグアイ       | ○1-0 | 原博実       | キリンチャレンジカップ2010 |
| 8.  | 2010年9月7日   | 大阪     | 大阪長居スタジアム         | グアテマラ       | ○2-1 | 原博実       | キリンチャレンジカップ2010 |
| 9.  | 2010年10月8日  | さいたま | 埼玉スタジアム2002         | アルゼンチン     | ○1-0 | ザッケローニ | キリンチャレンジカップ2010 |
| 10. | 2012年5月23日  | 袋井     | エコパスタジアム           | アゼルバイジャン | ○2-0 | ザッケローニ | キリンチャレンジカップ2012 |

### ゴール
| #  | 開催年月日     | 開催地     | 対戦国     | 勝敗 | 試合概要                   |
| -- | -------------- | ---------- | ---------- | ---- | -------------------------- |
| 1. | 2009年10月14日 | 日本、宮城 | トーゴ     | ○5-0 | キリンチャレンジカップ2009 |
| 2. | 2010年9月7日   | 日本、大阪 | グアテマラ | ○2-1 | キリンチャレンジカップ2010 |
| 3. | 2010年9月7日   | 日本、大阪 | グアテマラ | ○2-1 | キリンチャレンジカップ2010 |